# Bruno Bertagna

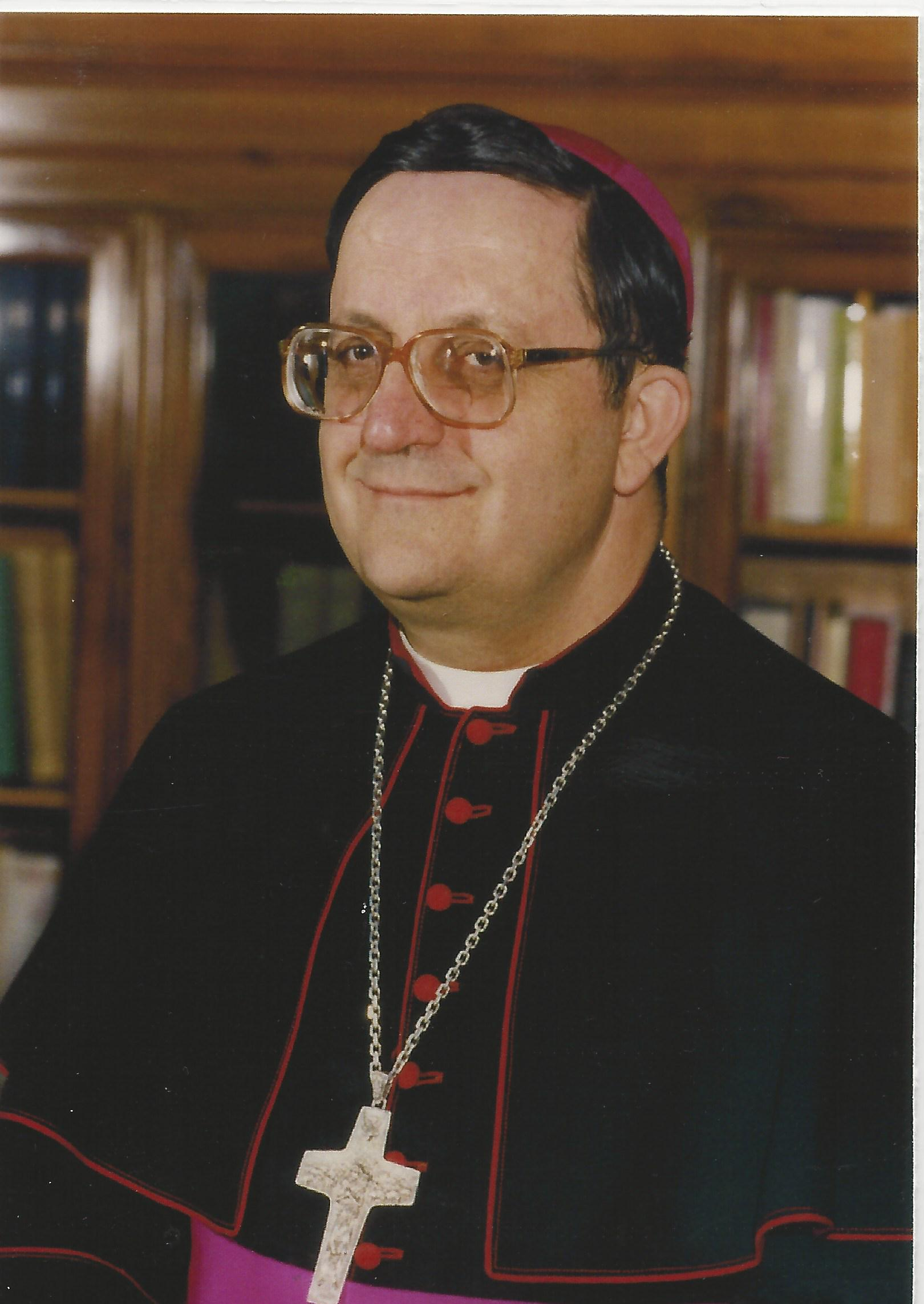
Bruno Bertagna

Bruno Bertagna (* 12. Oktober 1935 in Tiedoli, Provinz Parma; † 31. Oktober 2013 in Parma) war ein italienischer Kurienerzbischof der römisch-katholischen Kirche.

## Leben
Bruno Bertagna empfing am 23. Mai 1959 das Sakrament der Priesterweihe. Am 15. Dezember 1990 ernannte ihn Papst Johannes Paul II. zum Titularbischof von Drivastum. Die Bischofsweihe spendete ihm Johannes Paul II. am 6. Januar 1991 im Petersdom; Mitkonsekratoren waren die Kurienerzbischöfe Giovanni Battista Re, Offizial im Staatssekretariat, und Justin Francis Rigali, Sekretär der Kongregation für die Bischöfe.
1994 wurde Bruno Bertagna zum Sekretär des Päpstlichen Rates für die Interpretation von Gesetzestexten bestellt. Am 18. Dezember 2006 ernannte ihn Papst Benedikt XVI. zusätzlich zum Generalauditor der Apostolischen Kammer. Am 15. Februar 2007 wurde Bertagna von Benedikt XVI. zum Vizepräsidenten des Päpstlichen Rates für die Gesetzestexte bestellt und zum Titularerzbischof pro hac vice erhoben.
Im Jahre 2010 nahm Papst Benedikt XVI. sein aus gesundheitlichen Gründen vorgebrachtes Rücktrittsgesuch an. Bertagna starb in einem Pflegeheim in Parma.